# Гидравлика (фильм, 2010)
«Гидравлика» — фильм-драма 2010 года, снятый ярославским режиссёром Евгением Серовым. Сюжет фильма основан на одноимённой повести Юрия Ноздрина. Киноработа снята на фотоаппарат, взятый напрокат, за две недели в типовой ярославской квартире.
«Гидравлика» стала одной из двух первых российских кинокартин, целиком снятых на цифровой фотоаппарат, наряду с фильмом «Явление природы», снятом в том же 2010 году. В обоих случаях использовался Canon 5D Mark II.

## Сюжет
Фильм начинается в помещении банка, где вор Аванс замечает молодого человека, который входит туда с крупной суммой долларов, но не успевает положить их на счёт. Авансу удаётся вытащить его паспорт и ключи и проследить, где он живёт. Для осуществления дела ему нужен напарник, и им оказывается Сергей Самсонов (Сэм), продавец дешёвой парфюмерии, которого Аванс встречает в кафе. Сергей соглашается участвовать в этом, лишь увидев паспорт своей жертвы — некоего Константина Чистова.
Забравшись в квартиру, они начинают её планомерный обыск. В ходе него Сергей обнаруживает, что Чистов живёт с его бывшей однокурсницей Ириной (которую он называет Решкой), на которой планирует жениться. Обнаружив деньги, щипач пытается уйти из квартиры, не поделившись с Самсоновым, однако тот применяет силу и не позволяет вору уйти. В это время в квартиру возвращается Чистов.
Напарники спокойно встречают его, так как Сэм и Чистов знакомы ещё со школы и учились в одном институте. Самсонов говорит о том, что вместе со своим дядей встретил Ирину, которая пригласила их в гости. Сэм, отвлекая хозяина историями из прошлого, обрезает телефонные провода, с помощью Аванса получает дополнительные ключи от квартиры и как бы случайно ломает мобильный телефон хозяина, роняя его в аквариум.

Сэм (слева) встречает Чистова.

Внезапно ход дружеской беседы меняется. Самсонов вспоминает о том, что из-за доноса Константина был отчислен из института за две недели до защиты диплома. Причиной этому стал эксперимент Сэма в лаборатории, связанный с гидравликой и вызвавший взрыв. Будучи отчисленным, Сэм пошёл в армию и лишился возможности общения с Ириной, которая была его невестой. Пока он служил, она его бросила, и больше они не виделись.
С этого момента Сергей начинает обманывать Константина, снова переведя тему разговора. Он говорит о том, что полгода назад встретил Решку, ради которой развёлся, но в этот момент она встретила Чистова, за которого и планирует выйти замуж из жалости. Сэм говорит Косте о том, что Ирина его бросает, возвращаясь к Сергею. Доведённый до отчаяния, Чистов вешается на кухне.
Аванс хочет уйти, но Сергей силой заставляет того остаться. Приходит Ирина, которой он сообщает о том, что случайно встретился с Костей, который и пригласил их. Сэм обвиняет Ирину в предательстве, попутно намекая ей на то, что её свадьбы с Константином не будет. Внезапно Авансу становится плохо, и Ирина идёт на кухню за лекарством, где и находит повесившегося Костю. Вернувшись назад, она говорит Сэму, что никогда не простит его, и падает в обморок.
Самсонов доволен свершившейся местью и собирается уходить, но Аванс, ужаснувшись от совершённого Сэмом преступления убивает его ножницами. После этого он уходит из квартиры, прихватив несколько купюр и взяв аквариум с рыбками. Выйдя на улицу, он роняет аквариум и умирает из-за приступа астмы.

## В ролях
- Андрей Мерзликин — Сергей Самсонов (Сэм), вор
- Юрий Ваксман — Авангард Савельевич (Аванс), вор
- Андрей Кузичев — Константин Чистов
- Ирина Лачина — Ирина (Решка)

## Выход фильма
11 декабря 2010 года премьера фильма «Гидравлика» состоялась в московском кинотеатре «35 мм».

## Награды
В 2010 году картина была участником кинофестиваля «Окно в Европу» в Выборге и стала обладателем награды «Золотой феникс» им. Анатолия Папанова в номинации «лучшая режиссура» на кинофестивале в Смоленске. 
В июне 2011 года приняла участие в Шанхайском кинофестивале.